# マシュー・テゲンカンプ
マシュー・テゲンカンプ（Matthew Tegenkamp、1982年1月19日 - ）はアメリカの陸上競技選手。専門は長距離走。北京オリンピック男子5000mアメリカ合衆国代表。2008年全米室内選手権3000m優勝者。
長距離種目で近年アフリカ系の選手の活躍が目立つ中、白人選手ながら健闘している選手である。2007年大阪世界選手権では3位のモーゼス・キプシロから0.03秒差の13分46秒78の記録で4位入賞しメダルに肉薄。ベルリン世界選手権でも8位入賞を果たした。

## 主な戦績
- 2001年 世界クロスカントリー選手権 ジュニア 5位 25分55秒
- 2006年 IAAFワールドカップ 5000m 3位 13分36秒83
- 2007年 世界陸上競技選手権大阪大会 5000m 4位 13分46秒78
- 2008年 北京オリンピック 5000m 13位 13分33秒13
- 2008年 IAAFワールドアスレチックファイナル 3000m 3位 8分03秒56
- 2009年 世界陸上競技選手権ベルリン大会 5000m 13分20秒23

## 記録
- 屋外
  - 1500m - 3分34秒25（2007年）
  - 3000m - 7分34秒98（2006年）
  - 2マイル - 8分07秒07（2007年）
  - 5000m - 12分58秒56（2009年）
- 室内
  - 3000m - 7分40秒25（2007年）

## 参考資料・外部リンク
- マシュー・テゲンカンプ - ワールドアスレティックスのプロフィール（英語）
- マシュー・テゲンカンプ - Olympedia（英語）